# Gulröd blombock
Gulröd blombock (Stictoleptura rubra) är en skalbagge i familjen långhorningar. Den är 10 till 20 millimeter lång. 
Honan och hanen skiljer sig i utseende. Honan har röda, eller brunröda, täckvingar. Hanen är mindre, och täckvingarna är gulbruna med en svart halssköld. Honan lägger sina ägg på fuktigt barrträ, och i synnerhet på döende eller döda grenar. Larvens utveckling tar i regel två år.
Den fullt utvecklade blombocken (imago) lever huvudsakligen i barrskog eller blandskog, och livnär sig bland annat på nektar och pollen från fröväxter och flockblommiga växter, bland annat rölleka. Larven livnär sig på ved och bark från bland annat gran och tall.
Arten är bofast och reproducerande i Sverige. Den är vanlig i hela södra Sverige, men förekommer även i Norrland, och i synnerhet längs kusterna.